# Avanur
Avanur es una ciudad censal situada en el distrito de Thrissur en el estado de Kerala (India). Su población es de 7879 habitantes (2011). Se encuentra a 10 km de Thrissur y a 82 km de Cochín.

## Demografía
Según el censo de 2011 la población de Avanur era de 7879 habitantes, de los cuales 3815 eran hombres y 4064 eran mujeres. Avanur tiene una tasa media de alfabetización del 94,71%, superior a la media estatal del 94%: la alfabetización masculina es del 96,34%, y la alfabetización femenina del 93,20%.